# Quadrangle Beta Regio
El quadrangle Beta Regio és un dels 62 quadrangles definits per la cartografia de Venus aprovats per la Unió Astronòmica Internacional.
En els mapes a escala 1 / 5.000.000 (identificat amb el codi V-17) inclou la porció de la superfície de Venus situada en latitud d'entre 25º a 50° N, i longitud entre 270° a 300° E.

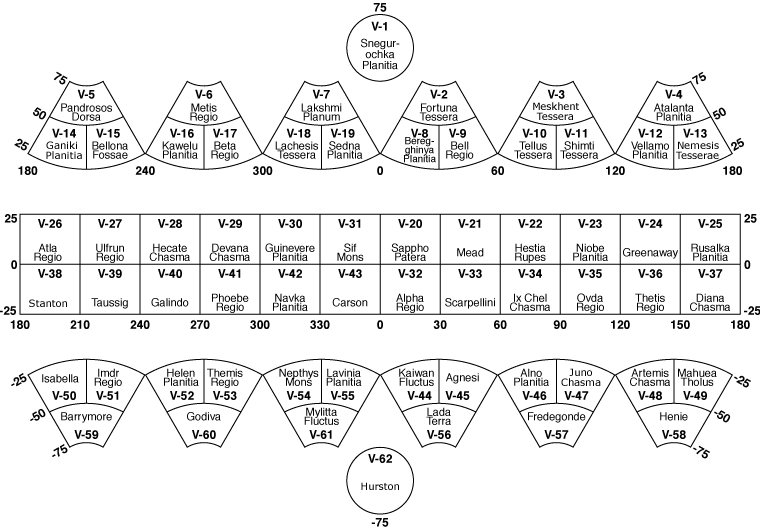
Quadrangles de Venus per a mapes a escala 1/5.000.000

Deu el seu nom a la Beta Regio.